# ニュー北海ホテル
ニュー北海ホテル（ニューほっかいホテル）は、かつて北海道旭川市に存在していたホテルである。
旭川を代表するシティホテルとして知られ、皇族の宿泊や三浦綾子の小説「氷点」の舞台にもなった。2004年（平成16年）3月31日に閉館している。

## 概要
- 政府登録番号: 第263号
- 住所: 北海道旭川市5条通6丁目左10号
- 階数: 地下1階、地上9階
- 客室数: 196室（310名収容）
- 神殿: 1箇所
- ウエディングチャペル: 1箇所
- スカイレストラン・オーロラ　9階　※メインダイニング
- 中国料理・寿楽　9階　※四川料理が中心のレストラン
- 和食堂・こぶし　1階
- レストラン・アンブロージャ（旧ナナカマド）　1階　※洋食が中心のレストラン
- ビアガーデン: 1箇所　4階屋上　※夏季のみ営業
- バー: 1箇所　スカイバー・ムーンライト　9階
- 売店: 2箇所（ポプラ、ピーコック）
- その他: 駐車場、理容室、美容室、婚礼衣裳室、写真場、ブライダルサロン
- 運営: 株式会社ニュー北海ホテル
- 株主: 山陽国策パルプ→日本製紙[4]

## 沿革

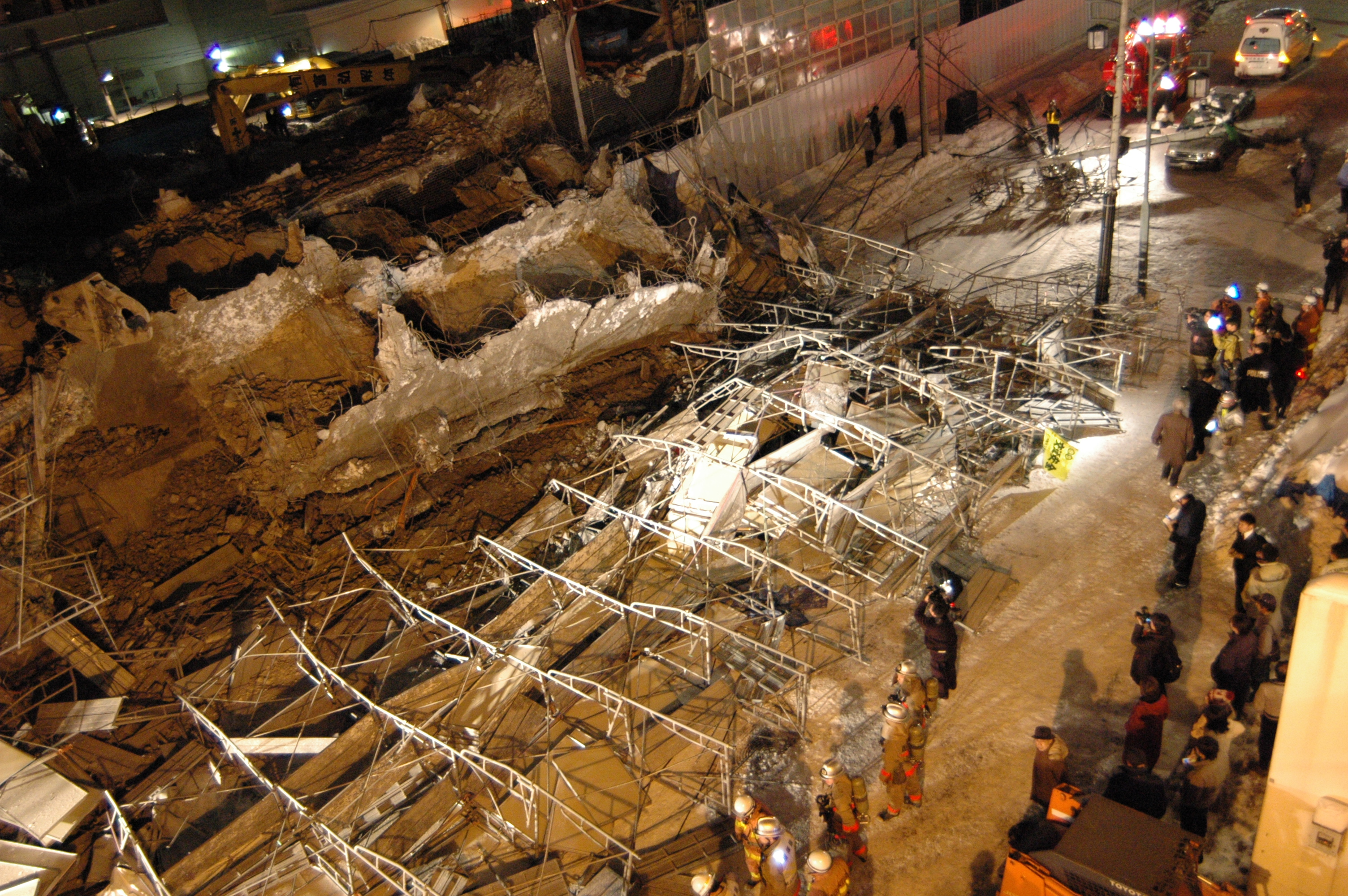
解体中に起こった倒壊事故

- 1951年（昭和26年）10月12日 - 株式会社ニュウ北海ホテル設立。小樽市の北海ホテルが「北海屋ホテル旭川支店」として経営していたホテルを買収して営業開始。当時の資本金1,500万円。
- 1952年（昭和27年）10月 - 社名を「株式会社ニュー北海ホテル」へ変更。政府登録国際観光ホテルとなる。
- 1957年（昭和32年）12月 - 旭川市4条通8丁目にて新築落成開業（鉄筋コンクリート造り地上8階、地下1階、客室40室）[5]
- 1971年（昭和46年）
  - 8月28日 - 旭川市5条通6丁目に移転、新築落成開業（鉄筋コンクリート造り地上9階、地下2階、客室98室）[6]
  - 12月 - 新ホテルが政府登録国際観光ホテルとなる。
- 1982年（昭和57年）8月 - 増改築完成オープン（鉄筋コンクリート造り地上9階、地下2階、客室207室）
- 1990年（平成2年）2月 - 改修工事完了（鉄筋コンクリート造り地上9階、地下2階、客室196室）
- 1994年（平成6年）5月14日 - ニュー北海ホテルの別館として旭川グランドホテル（現：OMO7 旭川）を開業[7]。
- 2004年（平成16年）
  - 3月31日 - 閉館[1]。
  - 4月 - 株式会社ニュー北海ホテルから株式会社旭川グランドホテルへ営業譲渡される[8]。
  - 12月6日 - 解体作業中に倒壊事故が起きたが幸い死者はでなかった[9]。
- 2010年（平成22年）3月10日 - 跡地に「ドーミーイン旭川」が開業[10]。

跡地はしばらく更地のまま放置されていたが、同地を購入した北海道アーバンコーポレイション（アーバンコーポレイションの子会社）がホテルを軸とした複合施設の建設を計画。同社は2008年（平成20年）8月に経営破綻したためにホテルの建設にも遅れが生じたが、元々同ホテルの運営を受託する予定だった共立メンテナンスが建設工事を受け継いだ。